# Sphenocichla roberti
La ratina picocuña oriental (Sphenocichla roberti) es una especie de ave paseriforme de la familia Timaliidae propia de las estribaciones orientales del Himalaya.

## Distribución y hábitat
Se extiende`por las montañas desde el noreste de la India, Arunachal Pradesh y Assam, hasta el norte de Birmania y las regiones aledañas de China. Su hábitat natural son los bosques húmedos de montaña subtropical. Se encuentra amenazado por pérdida de hábitat.